# Ainda Orangotangos
Ainda orangotangos é um livro de contos escrito por Paulo Scott, poeta e romancista porto-alegrense, que teve sua primeira edição publicada em 2003 pela editora Livros do Mal, de Porto Alegre, e reeditado em 2007 pela editora Bertrand Brasil.
O livro é composto por vinte e dois contos, todos caracterizados pela brevidade de palavras, o que poderia melhor definí-los como sendo mini-contos. Os personagens são em sua maioria inominados, como se estivessem a representar toda a humanidade, e além do mais são cruéis, grotescos, perversos, ou seja, nada agradáveis.
A estranheza também é uma outra tônica do livro, como por exemplo no conto que dá título ao livro, que se inicia com a seguinte frase: Trinta e quatro de agosto. Vingança, racismo, degradação e doenças, solidão, neuroses, todos esses temas permeiam as rápidas histórias do livro.
Uma adaptação para o cinema foi feita, em 2007, pelo diretor Gustavo Spolidoro.